# Gordenellidae
Gordenellidae zijn een uitgestorven familie van weekdieren uit de klasse van de Gastropoda (slakken).

## Taxonomie
Het volgende geslacht is bij de familie ingedeeld:
- † Buttenheimia Nützel & Gründel, 2015
- † Promathildia Andreae, 1887
- † Gordenella Gründel, 1990
- † Turritelloidea Walther, 1951
- † Camponella Bandel, 1995
- † Proacirsa Cossmann, 1912
- † Schafbergia Gatto and Monari, 2010